# Върбен (област Кърджали)
Вижте пояснителната страница за други значения на Върбен.
Върбен е село в Южна България. То се намира в община Кирково, област Кърджали.

## География
Село Върбен се намира в планински район.

## История
Изборни резултати за избор на кмет на кметство с. Върбен
Избори на дата: 29.10.1995
Брой на регистрираните кандидати за кмет на кметството - 2.    Брой на избирателите по избирателните списъци, съставени до деня на изборите 531 
Брой на гласувалите за кмет на кметство според подписите в избирателните списъци  457
Феим Хабиб Хабиб - Движение за права и свободи 212 Фахретин Бейсим Емир - инициативен комитет 245
Обявен за избран кмет на кметство на с. Върбен
Фахретин Бейсим Емир - инициативен комитет